# 多鰭魚
尼羅多鰭魚（学名：Polypterus bichir），有兩個亞種尼羅恐龍王（学名:Polypterus bichir bichir）和鱷魚恐龍王（学名:Polypterus bichir lapradei），為多鰭魚科多鳍鱼属的其中一種。

## 分布
本魚分布於非洲尼羅河、查德湖其鄰近河流流域。

## 特徵
本魚體延長呈圓柱狀，體色為橄欖色，腹部白色，側線鱗片具凹槽。體側具有3條深色縱紋，側線鱗片46至54個，雙顎約略等長，背鰭及胸鰭具綠色帶淡黃色的花紋，背鰭硬棘14至18枚；臀鰭軟條13至16枚，體長可達72公分。

## 生態
本魚棲息在河流氾濫的區域，屬肉食性，以魚類、甲殼類及水生昆蟲等為食。能呼吸空氣而且如此能容忍溶氧量低的集中，仔魚具有外鰓。

## 經濟利用
可做為觀賞魚。